# Volksabstimmungen in der Schweiz 2019
Dieser Artikel bietet eine Übersicht der Volksabstimmungen in der Schweiz im Jahr 2019.
In der Schweiz fanden 2019 auf Bundesebene drei Volksabstimmungen statt, im Rahmen zweier Urnengänge am 10. Februar und 19. Mai. Dabei handelte es sich um eine Volksinitiative und zwei fakultative Referenden.

## Abstimmung am 10. Februar 2019

### Ergebnis
| Nr. | Vorlage | Art | Stimm- berechtigte | Abgegebene Stimmen | Beteiligung | Gültige Stimmen | Ja        | Nein      | Ja-Anteil | Nein-Anteil | Stände | Ergebnis |
| --- | --- | --- | ------------------ | ------------------ | ----------- | --------------- | --------- | --------- | --------- | ----------- | ------ | -------- |
| 626 | Eidgenössische Volksinitiative vom 21. Oktober 2016 «Zersiedelung stoppen – für eine nachhaltige Siedlungsentwicklung (Zersiedelungsinitiative)» | VI  | 5'429'641          | 2'058'938          | 37,92 %     | 2'028'754       | 0'737'241 | 1'291'513 | 36,34 %   | 63,66 %     | 0:23   | nein     |

### Zersiedelungsinitiative
Die Jungen Grünen waren mit der Raumplanung in der Schweiz unzufrieden und reichten im Oktober 2016 eine Volksinitiative ein, mit der die Zersiedelung aufgehalten werden sollte. Im Wesentlichen verlangte sie, dass die Gesamtfläche an bestehenden Bauzonen in Zukunft nicht vergrössert werden darf. Ebenso sollten das verdichtete Bauen sowie nachhaltige Formen des Wohnens und Arbeitens gefördert werden. Ausserhalb der Bauzonen wären nur noch Bewilligungen für spezifische Bauten und Anlagen erlaubt. Bundesrat und Parlament empfahlen die Ablehnung der Initiative. Unterstützung erhielten die Initianten durch linke Parteien, Umweltverbände und kleinere Bauernorganisationen. Die Befürworter warnten vor einer weiterhin ungebremsten Zersiedelung, was dazu führe, dass die Landwirtschaft immer weniger Kulturland zur Verfügung habe, um Lebensmittel zu produzieren. Die vorhandenen Baulandreserven seien so gross, dass es auch in Zukunft genug Wohnraum für alle gebe. Bürgerliche Parteien einschliesslich der GLP sprachen sich gegen die Initiative aus, da sie diese für überflüssig hielten. Die Umsetzung des im Jahr 2013 angenommenen Raumplanungsgesetzes sei im vollen Gange, werde in Kürze abgeschlossen sein und die Zersiedelung wirksam eindämmen. Die Initiative hingegen sei zu starr, gehe an den Bedürfnissen von Bevölkerung und Wirtschaft vorbei und verhindere eine sinnvolle Entwicklung des Landes. Ausserdem würden Kantone und Gemeinden bestraft, die bisher haushälterisch mit ihren Bodenreserven umgegangen seien. Fast zwei Drittel der Abstimmenden und alle Kantone lehnten die Vorlage ab.

## Abstimmungen am 19. Mai 2019

### Ergebnisse
| Nr. | Vorlage | Art | Stimm- berechtigte | Abgegebene Stimmen | Beteiligung | Gültige Stimmen | Ja         | Nein      | Ja-Anteil | Nein-Anteil | Stände | Ergebnis |
| --- | --- | --- | ------------------ | ------------------ | ----------- | --------------- | ---------- | --------- | --------- | ----------- | ------ | -------- |
| 627 | Bundesgesetz vom 28. September 2018 über die Steuerreform und die AHV-Finanzierung (STAF) | FR  | 5'439'853          | 2'379'418          | 43,74 %     | 2'321'604       | 1'5417'147 | 0'780'457 | 66,38 %   | 33,62 %     | –      | ja       |
| 628 | Bundesbeschluss vom 28. September 2018 über die Genehmigung und die Umsetzung des Notenaustauschs zwischen der Schweiz und der EU betreffend die Übernahme der Richtlinie (EU) 2017/853 zur Änderung der EU-Waffenrichtlinie (Weiterentwicklung des Schengen-Besitzstands) | FR  | 5'439'853          | 2'386'951          | 43,88 %     | 2'356'154       | 1'501'880  | 0'854'274 | 63,74 %   | 36,26 %     | –      | ja       |

### Steuerreform und AHV-Finanzierung
Unmittelbar nach der Ablehnung der Unternehmenssteuerreform III im Februar 2017 suchte eine von Finanzminister Ueli Maurer eingesetzte Arbeitsgruppe nach Alternativen. Die im März 2018 präsentierte Steuervorlage 17 enthielt neben einer Einschränkung der Entlastungsmassnahmen und einer Erhöhung der Dividendenbesteuerung auch – dem Beispiel des Kantons Waadt folgend – höhere Familienzulagen als sozialen Ausgleich für die Steuerausfälle. Sie stiess weitherum auf Ablehnung, worauf die Wirtschaftskommission des Ständerates einen Kompromiss ausarbeitete: Statt die Familienzulagen zu erhöhen, sollte für jeden Franken, der durch die Reform weniger an Steuereinnahmen generiert wird, ein Franken in die AHV fliessen. Trotz verschiedenen Rückweisungs- und Änderungsanträgen verabschiedete das Parlament das Bundesgesetz über die Steuerreform und die AHV-Finanzierung (STAF) mit minimalen Änderungen. Zwei Komitees brachten daraufhin ein Referendum zustande. Die links-grünen Gegner kritisierten neue Privilegien für Unternehmen, die zu Steuerausfällen und einer zusätzlichen Anheizung des Steuerwettbewerbs führen würden. Bürgerliche Gegner aus Kreisen der SVP und der Jungfreisinnigen störten sich an der Verknüpfung zweier an sich sachfremder Bereiche in einer einzigen Vorlage: ausserdem würde die Zusatzfinanzierung der AHV dringend notwendige strukturelle Reformen der Altersvorsorge verhindern. Die linken und bürgerlichen Befürworter betonten den Kompromisscharakter der Vorlage. Einerseits sei die Unternehmenssteuerreform dringend notwendig, andererseits würden Grossunternehmen nun substanziell zur AHV-Finanzierung beitragen. Zwei Drittel der Abstimmenden nahmen die Vorlage an.

### Umsetzung der EU-Waffenrichtlinie
Nach den Pariser Terroranschlägen im November 2015 beschloss die Europäische Union (EU) die Revision und Verschärfung des europäischen Waffenrechts. Als Mitgliedstaat des Schengener Abkommens war die Schweiz verpflichtet, die neue Richtlinie (EU) 2017/853 zu übernehmen, die gewisse Bedingungen zum Waffenbesitz und eine Verschärfung der Registrierungspflicht vorsieht. Der Bundesrat nutzte den ihm zustehenden Spielraum bei der Umsetzung. Sein im September 2017 vorgelegter Entwurf enthielt entgegen ersten Befürchtungen keinerlei Änderungen für Besitz und Aufbewahrung von Ordonnanzwaffen, während für Besitz und Erwerb anderer Waffen lediglich der Nachweis regelmässiger sportlicher Nutzung oder sicherer Aufbewahrung erbracht werden musste sowie ein Eintrag ins Waffenregister notwendig sein würde. Gegen den vom Parlament verabschiedeten Bundesbeschluss ergriff die Interessengemeinschaft Schiessen Schweiz das Referendum. Unterstützung erhielten die Gegner von der SVP und kleinen Rechtsaussenparteien. Sie sprachen von einem «antischweizerischen Entwaffnungsdiktat der EU», das zum Ende des Schiessens als Breitensport führen würde, weil weitere automatisch zu übernehmende Verschärfungen nur eine Frage der Zeit seien. Linke und bürgerliche Parteien hingegen sahen die Sicherheit der Schweiz gefährdet, weil die Arbeit der Polizei und der Grenzwache ohne Zugriff auf das Schengener Informationssystem stark eingeschränkt wäre. Das Referendum sei eine Zwängerei, weil die Einschränkungen zwar geringfügig, aber Teil eines gesamteuropäischen Schutzes gegen Terrorismus seien. Fast zwei Drittel der Abstimmenden und alle Kantone ausser Tessin nahmen die Vorlage an.